# Hyperythra susceptaria
Hyperythra susceptaria är en fjärilsart som beskrevs av Walker 1866. Hyperythra susceptaria ingår i släktet Hyperythra och familjen mätare. Inga underarter finns listade i Catalogue of Life.